# 阿蘇市立碧水小学校
阿蘇市立碧水小学校（あそしりつ へきすいしょうがっこう）は、かつて熊本県阿蘇市にあった公立小学校。

## 沿革
- 1873年（明治6年）6月 - 大字竹原の旧寺子屋跡に積善学舎建立。
- 1875年（明治8年）8月 - 中小路万福坊院に世清堂を創立。
- 1877年（明治10年） - 中小路万福坊院を公立小学校とする。
- 1879年（明治12年） - 公立竹原小学校と改称。
- 1888年（明治21年）4月 - 学制改革により尋常坊中小学校と改称し、竹原小学校を廃校、尋常役犬原小学校と合併。
- 1888年（明治21年）5月 - 尋常竹原小学校を旧位置に再興。
- 1893年（明治26年）4月 - 小学校令実施により、坊中尋常小学校・竹原尋常小学校とそれぞれ改称。
- 1899年（明治32年）2月 - 坊中・竹原両小学校を合併し、碧水尋常小学校と改称。
- 1922年（大正11年）4月 - 高等科を併設し、碧水尋常高等小学校と改称。
- 1941年（昭和16年）4月 - 国民学校令施行により碧水国民学校と改称。
- 1947年（昭和22年）4月 - 学制改革に伴い、黒川村立碧水小学校と改称。
- 1954年（昭和29年）4月 - 町村合併により阿蘇町立碧水小学校と改称。
- 1969年（昭和44年）4月 - 特殊学級を設置。
- 2005年（平成17年）2月 - 阿蘇市誕生に伴い、阿蘇市立碧水小学校と改称。
- 2005年（平成17年）3月 - 阿蘇市立役犬原小学校を統合。
- 2013年（平成25年）3月 - 阿蘇市立乙姫小学校と統合し阿蘇市立阿蘇小学校となる

## 通学区域
- 阿蘇市　道尻、上役犬原、下役犬原、西町、竹原、蔵原、東黒川、坊中、南黒川、北黒川、元黒川、上西黒川

卒業生は基本的に阿蘇市立阿蘇中学校へ進学する。

## 周辺
- 坊中郵便局
- 西厳殿寺

## アクセス
- JR九州豊肥本線 阿蘇駅から南へ300m